# 크리스 버고시
크리스 버고시(영어: Chris Bergoch)는 미국의 영화 각본가 겸 프로듀서이다. 숀 베이커 감독의 영화 《스타렛》, 《탠저린》, 《플로리다 프로젝트》, 《레드 로켓》의 공동 각본 겸 제작을 담당했다.